# Embarrassment
«Embarrassment» (Vergüenza) es un tema grabado por el grupo de ska/pop Madness, primordialmente escrito por Lee Jay Thompson pero parcialmente atribuido a Mike Barson. Al principio el grupo cantaba la canción en los conciertos en directo en abril de 1980 y apareció en su segundo álbum de estudio Absolutely. 
El tema se publicó en un sencillo el 14 de noviembre de 1980 y estuvo 12 semanas en las listas de singles británicas y llegó al número 4.

## Contenido musical
El significado de la canción era especialmente oscuro si se tiene en cuenta los temas anteriores de la banda. Fue mayoritariamente escrito por Lee Thompson. La canción reflejaba el caos que acontecía en su familia después de que su hermana adoslescente, Tracy, se había quedado embarazada de un hombre negro. El rechazo de su familia y la vergüenza que sentía se reflejaba en la canción. 
Como Thompson estaba de gira con el grupo, oyó sólo trozos de la historia a través de llamadas telefónicas y cartas pero esto no fue suficiente para rehacer toda la historia. La canción es un claro reflejo de los tiempos y actitudes cambiantes a medida que pasa el tiempo. La historia en la vida real tuvo un final feliz. Thompson dijo más tarde que cuando nació el niño, que se llamó Hayley, la antipatía de los familiares de Tracy se desvaneció.

## Videoclip
El vídeo musical fue especialmente oscuro para Madness ya que correspondía al contenido musical del tema. El clip muestra a Suggs en un bar oscuro, intercalando imágenes del grupo tocando varios instrumentos de metal.

## Apariciones
Además de su publicación como sencillo y su aparición en el LP Absolutely, "Embarrassment" también aparece en los recopilatorios de Madness Divine Madness (también conocido como The Heavy Heavy Hits), Complete Madness, It's... Madness, The Business, Our House y el recopilatorio para EE. UU. Ultimate Collection.

## Lista de temas
1. "Embarrassment" (Barson/Thompson) - 3:10
2. "Crying Shame" (Barson) - 2:36

- Datos: Q9206405